# Georges Manillier
Georges Manillier est un peintre contemporain français, architecte et professeur, né le 23 mai 1906 à Château-Thierry, dans l'Aisne, et mort le 30 mai 1981 à Sain-Bel, dans le Rhône.
Il est décrit comme un peintre humaniste et militant. Georges Manillier a peint le monde ouvrier sur ses toiles, dont plusieurs sont exposées à la mairie de Vénissieux et Pierre-Bénite. On parle de peinture proche du « Réalisme socialiste ». Dans la deuxième partie de sa vie, on pourrait le rattacher à la figuration narrative.

## Biographie
Dès l'âge de 13 ans il est apprenti dans une verrerie, puis il travaille dans la décoration, tout en suivant des cours du soir de dessin. 
En 1923, alors qu'il est professeur honoraire d'éducation artistique, dans l'enseignement technique, il obtient également son diplôme d'État d'Architecte.
Après la guerre (1939/40), il s'établit à Lyon où il professe à la Martinière. C'est dans cette ville qu'il passe le restant de sa vie.
Mais surtout, Georges Manillier peint et dès 1941, son talent est tel qu'il entre au « Salon d'automne » qui lui consacrera d'ailleurs en 1976 une petite rétrospective.
En 1947 le prix Sébastien-Gryphe lui est décerné pour son illustration de la « Citadelle » de Cronin.
Puis en 1951, il reçoit le prix du « Livre progressiste » pour l'illustration de « Nous retournerons cueillir les jonquilles » de Jean Laffitte.
Meilleur ouvrier de France en arts graphiques, Médaille d'or du salon des Beaux Arts de Lyon, il se voit attribuer la « palette d'or » au salon d'automne en 1953.
Il laisse derrière lui une œuvre « peinte » considérable et chaleureuse, ainsi peintures, sculptures, mosaïques, dalles de verre, ferronneries et vitraux d'église témoignent de la richesse créatrice de l'artiste.
Militant communiste, son œuvre reflète la profondeur de ses convictions politiques de son humanisme, comme elle atteste de son amour pour les gens simples qu'il peint dans tous les moments de leur vie, dans leur travail, dans leurs peines, dans leurs joies... et vers lesquels son besoin de réalisme le porte irrésistiblement. Dans les années 1950, il est à l'initiative de la création de l'activité « Les travailleurs et les arts » au sein de Travail et Culture Rhône.
Pendant 30 ans, et jusqu'au terme de sa vie, il y accomplit une tâche incomparable et reste le lien entre les arts et le monde du travail. Son but est de donner le goût de peindre, de sculpter, de graver... car dit-il : « La liberté réelle de l'artiste passe par l'éducation de tous, car plus les gens sont éduqués, plus ils sont aptes à choisir eux-mêmes, sans qu'on leur impose un consensus ».
Dans les années 1960-1970, il est président de l'Union des Arts Plastiques, devenue ensuite la Maison des Arts Plastiques Rhône-Alpes (MAPRA) à Lyon.
Un parc public porte le nom Georges Manillier à Pierre-Bénite, dans le Rhône (France).

## Expositions
- 1937 Boulogne-Billancourt ;
- 1947 et 1953 Bellecour à Lyon ;
- Rétrospective : 1963 et 1976 Salon d'automne Paris

## Œuvres
- "Vendanges" - 2 huiles sur bois, esquisses préparatoires pour un décor d'architecture - 1937
- Scène de vie - Soldats et femmes au bar - Huile sur carton - 1940 ;
- L'Arrestation des juifs - Huile sur bois - 1942 ;
- Sous-bois - Huile sur bois - 1948 ;
- Plage - Huile sur bois - 1948 ;
- Port de Carro - Huile sur toile - 1948 ;
- Croquis scènes de la vie - années 1950 ;
- Croquis Marseille - années 1950 ;
- croquis paysage du midi - années 1950 ;
- La Sieste - Huile sur toile - (54 × 73 cm) - 1952 ;
- Autoportrait - Huile sur toile - 1952 ;
- Croquis Port La Ciotat - 1952 ;
- Paysage provençal - Huile sur toile - (81 × 100 cm) - 1955 ;
- Sans titre, dite Sainte Famille huile sur toile - (93 × 65 cm)- 1956 - Collection Mairie de Pierre-Bénite ;
- Croquis Michelle - 1958 ;
- Femme lavant le sol - Aquarelle (23 × 18 cm) - 1961
- Sous-bois - Aquarelle - (50 × 65 cm) - environ 1960-1970 ;
- Nu - Croquis - 1980 ;
- Musiciens A - Huile sur bois - 1981 ;
- Musiciens B - Huile sur bois - 1981 ;
- Boby Sand - Huile sur toile - 1981
- Danseuses - Huile sur toile - (116 × 89 cm) ;
- Village corse - Huile sur toile - (73 × 92 cm) ;
- La Couturière - Huile sur papier - (36,5 × 28 cm) ;
- Hommage au peintre Alphonse Rodet - Huile sur toile (50 × 65 cm) ;
- La Corrèze - Huile sur toile ;
- Nu couché - Huile sur toile - (100 × 73 cm) ;
- Femme corse - Aquarelle - (63 × 48 cm) ;
- Bateau au port - Gouache sur papier contrecollée sur panneau - 44 × 69 cm ;
- Croquis femmes ;
- Croquis Manifs 1968 1968 ;
- Croquis Danseurs 1977.
- "Bord de mer" - Huile sur toile - (74 × 83 cm) ;
- Montagne  - huile sur toile - (54 × 65 cm) ;
- Portrait d’un ouvrier - huile sur toile, monogrammée au dos - (46 × 33 cm) ;